# Tanina
Tanina is een geslacht van vliesvleugeligen uit de familie Pteromalidae. De wetenschappelijke naam van dit geslacht is voor het eerst geldig gepubliceerd in 1976 door Boucek.

## Soorten
Het geslacht Tanina is monotypisch en omvat slechts de volgende soort:
- Tanina cuprata Boucek, 1976